# モルガ
モルガ（MOLGA）はトミー（現タカラトミー）が展開する玩具シリーズ『ゾイド』に登場する架空の兵器。本記事では各派生機の概要についても記載。

## 概要
『ゾイド』第1期シリーズ（1983～1990年）から登場。初出は1984年に発売された玩具商品となる。
インタビューにおいてトミー（当時）の田島豊と袖嶋啓が語ったところによれば、モチーフにはモスラ幼虫も取り入れられており、これとラドンをモチーフにしたサラマンダー、ゴジラをモチーフとしたゴジュラスとで『三大怪獣 地球最大の決戦』に対するが語られている

## 設定解説
| モルガ MORUGA | モルガ MORUGA |
| ------------- | --- |
| 番号          | EMZ-03 / EMZ-15（ゼネバス帝国） EZ-006（ガイロス帝国） |
| 所属          | ゼネバス帝国 ガイロス帝国 |
| 分類          | 昆虫型 イモムシ型 |
| ロールアウト  | ZAC2031年 |
| 配備数        | 25000機(ガイロス帝国軍、ZAC2100年秋時点) |
| 全長          | 11.8m |
| 全高          | 2.95m |
| 全幅          | 3.0m |
| 重量          | 19.7t |
| 最高速度      | 200km/h |
| 乗員人数      | 1名 |
| 設計者        | ガラモス |
| 主な搭乗者    | ゼネバス帝国一般兵 ガイロス帝国一般兵 ガラモス(HISTORY OF ZOIDS) イドゥン・エント（バトルストーリー） ヴェルデ(ゾイド -ZOIDS-) ジャッロ(ゾイド -ZOIDS-) シュデウ・アリカー（HMM) |
| 武装（旧）    | レーザーカッター グレートランチャー×4 小口径レーザー×2 多弾頭ミサイル×2 |
| 武装（新）    | レーザーカッター 20mmガトリング砲×4 地対空2連装ミサイル 3Dレーダーアンテナ×2 |

ゼネバス帝国軍およびガイロス帝国軍の昆虫型ゾイド。機体の設計はゼネバス帝国のガラモス大尉によって行われた。低い体高と重装甲を持ち、特に頭部装甲は他の部位の2倍以上の厚さによって強固な防御力を持つ。これを利用した突進攻撃も可能で、突撃部隊や特殊部隊で重宝される。この頭部装甲に守られたコクピットと姿勢の低さから、突撃用ゾイドとしては高い生存性を誇る。また、陸路を走破するだけでなく、土の中を掘り進むことも可能。第1期シリーズでは、中央大陸戦争中のZAC2044～2046年ごろには第一線を退く。第2期シリーズで描かれた西方大陸戦争時代からはガイロス帝国軍で運用されている。
汎用性が高く様々なバリエーションが存在する。中央大陸戦争初期に開発されて以来、惑星Ziで最大の生産数を誇る。背部コンテナには標準でミサイルが格納され、これを降ろすことで兵員や貨物を輸送することも可能。「歩兵戦闘車」の異名を持つ。

### 武装・装備
（旧）は中央大陸戦争時代（第1期シリーズ）の装備呼称、（新）は第二次大陸間戦争時代（第2期シリーズ）の装備呼称。
レーザーカッター
顎部に2枚で一対設置される。
グレートランチャー（旧） / 20mmガトリング砲（新）
頭部に4門設置される。中央大陸戦争時代はグレートランチャーであったが、第二次大陸間戦争時代においてはガトリング砲へと変更された。
小口径レーザー（旧） / 3Dレーダーアンテナ（新）
尾部先端の突起。中央大陸戦争時代は小口径レーザーでなっていたが、第二次大陸間戦争時代においては3Dレーダーアンテナへと変更されている。
多弾頭ミサイル（旧） / 地対空2連装ミサイル（新）
尾部コンテナに格納される。

### モルガ野生体
モルガの開発ベースとなった野生体は中央大陸の地底族が古くから家畜として利用してきたゾイドである。トンネルの掘削から物資の運搬、建設作業に使役され、ZAC1900年ごろには簡素な車輪や操縦席を取り付け、部族間紛争にも参加した。

## キット
トミー（タカラトミー）
キットは大きく4節からなり第2節に内蔵された小型ゼンマイユニットを動力としてタイヤで走行する。このタイヤが偏心しているため、第2節は前進に伴って上下し、かつタイヤをカムとして起動されるリンク機構により第1節と第3節が上下動する。これに第3節にフリーの関節で追随する第4節の動きが加わるため、全体として芋虫のくねり動作が再現される。手動ギミックは頭部装甲およびその中のコクピットハッチの開閉ならびに第3節背面の開閉およびその中の2連装ミサイルの旋回である。
海外版では旧仕様の銀色部分が銀メッキ、小豆色部分が黒などという製品もあり、多くのカラーバリエーションが存在している。
EMZ-03モルガ
1984年9月発売。銀色をベースとして内部フレーム・第2節車輪・2連装ミサイル・尾部レーダーアンテナが小豆色の成型色。2006年11月下旬には「ゼネバスメモリアルボックス 1984」の商品名でマーダ、ゲーター、ゲルダー、ザットンとの5体セットで発売された。
EZ-006 モルガ
1999年8月発売。小豆色部分がやや鮮やかな濃い赤色に第2節装甲・内部リンクロッド、第1節顎部分がメタリックブラックに変更されている。
モルガ ロクロウスペシャル
成型色を変更したモルガおよびカスタマイズパーツCP-07 キャノリーユニットを同梱したキット。2002年9月14日ごろ、ハピネット加盟店にて限定発売された。カラーリング以外の形状は、シールも含めキャノリーモルガと同一。
GZ-001 モルガキャノリー
成型色とシールを変更したモルガにカスタマイズパーツCP-07 キャノリーユニットを同梱したキット。2005年3月下旬ごろに発売された。基本的な形状はモルガキャノリーと同一であるが、キャノリーユニット基部の取り付け向きと、関節のゴムキャップが共和国新型である点が異なる。
モルガ（暗黒軍仕様）
2008年のWFで限定発売。パーツの一部を蓄行パーツに代えている。
モルガクリアーバージョン
2001年10月1日～2002年1月7日にかけて展開された「Z-POINT」キャンペーンの賞品。
『ゾイドジェネレイションズ』においてはモルガホロテックとして登場した。
AZ-08 モルガ
2025年2月発売。リアルさとアニメの再現性に近づけるため幼虫のようなスタイリングに変更されている他、成型色も一部変更され、電動ユニットによる走行となっており、スイッチの切り替えで前進、後退が可能。オリジナル武装としてジャミングアンテナが追加されている。一般兵士のパイロットフィギュア1体が付属。
REALIZE MODEL RMZ-005 モルガ ガイロスカラー
2025年4月発売。可動、組み立てやすさ、コレクション性、アニメの再現性、リアリティに重点を置いている1/100プラキットシリーズ。頭部のコックピットハッチが開閉可能。尾部のミサイルハッチを蛇腹に展開可能。一般兵士のフィギュアが付属。
REALIZE MODEL RMZ-010 キャノリーモルガ&ヘルキャット 守備隊仕様
2025年12月タカラトミーモール限定発売予定。モルガ本体の成型色をダークカラーに変更し、オリジナルギミックを追加したキャノリーユニットが付属。一般兵士のフィギュアが付属。
HMM（ハイエンド・マスターモデル）シリーズ
EMZ-15 モルガ&モルガ（キャノリーユニット装着型）
2008年8月に発売したHMMシリーズ第八弾。
ゼネバス仕様の通常型とガイロス仕様のキャノリー型（カラーはGZ版基準）の二体セットとなっている。第3節背面コンテナの展開ギミックは無くなっているが、代わりにボールジョイントによる節ごとの可動が可能となっている。また、シリーズオリジナル要素としてスパイクターンやキャノンの反動制御用として機能するホイール展開ギミックをもつ。頭部の火器は別パーツとなり、別個に造型されたガトリングとグレネードがランナー配置の都合上、1体につき各4門付属しており、選択して装備できる。ゴムキャップ（HMMではプラ製であるが）がガンスナイパー以降に採用された、凹んだ中央に一文字のモールドが入った共和国新型になっている（旧型ゴムキャップは両軍共通で中央が凹んでいるだけの物、帝国新型キャップは中央が盛り上がっており、二つの凹点が打たれている）。こちらでのモルガキャノリーは原型のキャノンにあった角柱状のマズルブレーキと思しきパーツが無く、ライフリングの切られた砲口がむき出しになっている。キャノンにはオリジナルギミックとして排莢機構が追加され、弾倉の着脱が可能。デザインを担当した片平まさしはHMMモルガの企画あたり、複数の形状のマズルをデザインしており、その中には角柱状のものも存在したが、製品版では付属していない。
EMZ-15　モルガAA&モルガキャリア
2009年9月に発売したHMMシリーズ第12弾。シリーズ初の完全新規バリエーションキットである。AA型とキャリア型の二体セットとなっている。モルガAAの高射機関砲はフレキシブルに可動させることができる。モルガキャリアにはコンテナ展開とミサイル装備のギミックが追加され、タカラトミー版が備えていた手動ギミックを全て継承している。コンテナハッチを取り外し、クレーンを装着することでトラックタイプの再現も可能。
EZ-006 モルガ フルオプションセット
2025年5月に発売したHMMシリーズ第62弾。成型色を第二期のカラーリングに変更し、上記のキャノリーユニット、高射機関砲、コンテナを追加した仕様となっている他、新規デカールや無色クリアーパーツの追加やレドラーと同じ関節キャップが付属している。

## 作中の活躍

### バトルストーリー
『HISTORY OF ZOIDS』（トミー）
ZAC2018年～2029年にかけて行われた砂漠の戦いではゲーターやゲルダーとともに参戦。
『戦闘機械獣のすべて』（小学館）
ZAC2032年のアルダンヌの森における戦いでは地中を潜航し地上の部隊に奇襲攻撃を敢行。突進でガイサックを圧倒したものの、ゴルドスやゴジュラスにいくつかの機体が撃破されている。その後、同戦闘に参加していたゴジュラスのうち1機を3機がかりによるミサイル攻撃でゾイドコアの破壊に至らしめている。
『ゾイド公式ファンブック』（小学館）
ZAC2099年8月の西方大陸戦争緒戦時において、ゴジュラスを包囲するガイロス帝国軍ゾイドの中にモルガが確認できる。

### アニメ
『ゾイド -ZOIDS-』
第2話で初登場。盗賊団デザルト・アルコバレーノが使用しバンのシールドライガーを追い詰めた。
ガイロス帝国軍が運用し、様々な部隊に編制している。キャノリーユニット装備型は第45話から登場。
キットではミサイルとなっているコンテナの格納装備は、同作ではビーム砲塔となっている。

### ゲーム
『ZOIDS Material Hunters』
ZOIDS concept art版のデザインで登場する。武装強化の方針によっては、ZOIDS concept art第2巻に登場する削岩機搭載型モルガにすることができる。ノーマルステージでは敵として登場し、「モルガ襲来」などのイベントも開催された。

『ZOIDS FIELD OF REBELLION』
味方拠点から出撃して自動的に敵拠点に向かうノンプレイアブルの小型ゾイドとして「キャノリーモルガ」が登場（名称はあくまで「モルガ」）。ゲームはZOIDS concept artの世界観をベースにしているが、従来のキットをほぼ踏襲するデザイン。

## バリエーション

### 砂漠戦用仕様
| モルガ 砂漠戦仕様 | モルガ 砂漠戦仕様 |
| ----------------- | ----------------- |
| 所属              | ゼネバス帝国      |
| 分類              | 昆虫型            |
| 乗員人数          | 1名               |

『EMZ-03モルガ』パッケージ裏に掲載された、デザートイエローで塗装されたモルガバリエーション。

### 情報隊用仕様
| モルガ 情報隊仕様 | モルガ 情報隊仕様 |
| ----------------- | ----------------- |
| 所属              | ゼネバス帝国      |
| 分類              | 昆虫型            |
| 乗員人数          | 1名               |

『EMZ-03モルガ』パッケージ裏に掲載。背中のミサイルを収納式の通信アンテナに交換し、頭部上部に通信用パラボラまたは対空レーダーを装備したバリエーション。対空警戒と情報収集で効果を発揮する。
GB用ソフト『ゾイド -ZOIDS- 邪神復活!〜ジェノブレイカー編〜』ではレーダーモルガという名称で登場している。

### キャノリーモルガ
| キャノリーモルガ | キャノリーモルガ                                                                                     |
| ---------------- | --- |
| 所属             | ガイロス帝国                                                                                         |
| 分類             | 昆虫型                                                                                               |
| 配備数           | 5000機（ガイロス帝国軍、ZAC2100年秋時点）                                                            |
| 全長             | 11.8m                                                                                                |
| 全高             | 不明                                                                                                 |
| 重量             | 24.6t                                                                                                |
| 最高速度         | 180km/h                                                                                              |
| 乗員人数         | 1名                                                                                                  |
| 武装             | レーザーカッター 20mmガトリング砲×4 地対空2連装ミサイル 3Dレーダーアンテナ×2 AZ120mmグライドキャノン |

EZ-006 モルガに、CP-07 キャノリーユニットを装備した仕様。長距離攻撃・大型機への攻撃を得意とし、元来モルガが持っていた輸送能力も向上した。
機体呼称は媒体によって表記揺れがあり、「アサルトモルガ」、「モルガCU」、「キャノリーモルガ」、「モルガキャーリー」と一定しない。PS用ソフト『ZOIDS2 ヘリック共和国VSガイロス帝国』にはモルガ自走砲タイプという名称で登場し、小型クラスでは最大級の火力を誇る。

### モルガロクロウスペシャル
| モルガロクロウスペシャル MOLGA ROKUROU SPECIAL | モルガロクロウスペシャル MOLGA ROKUROU SPECIAL                                                                                 |
| ---------------------------------------------- | --- |
| 所属                                           | ガイロス帝国 |
| 分類                                           | 昆虫型 |
| 全長                                           | 14.1m |
| 全高                                           | 5.7m |
| 重量                                           | 24.0t |
| 最高速度                                       | 200.0km/h |
| 乗員人数                                       | 1名 |
| 主な搭乗者                                     | ヤース・ノグチ |
| 武装 装備                                      | レーザーカッター×2 20mmガトリング砲×4 地対空2連装ミサイル 3Dレーダーアンテナ×2 AZ120mmグライドキャノン（キャノリーユニット）×1 |

長距離砲を装備することで戦闘力が大幅に強化されたEZ-006 モルガである。その中でも緑を基調としたカラーリングの機体はガイロス帝国軍輸送部隊のエース、ヤース・ノグチ少佐の愛機。
作中の活躍
漫画
初出はウェブコミック『ZOIDS妄想戦記』「モルガチキンレース」。西方大陸の南端まで「キメラコア」を搬送する任務に使用され、道中ではゴジュラスギガの追撃に遭っているものの、任務を無事果たしている。
バトルストーリー
戦域がニクス大陸全土に広がったZAC2101年10月の戦いで参戦が確認できる。

### モルガキャノリー
| モルガキャノリー MOLGA CANORY | モルガキャノリー MOLGA CANORY |
| ----------------------------- | --- |
| 番号                          | GZ-001 |
| 所属                          | 無敵団 ディガルド討伐軍 ゼ・ルフト守備隊 ディガルド武国                                                                                |
| 分類                          | 昆虫型 |
| 全長                          | 14.1m |
| 全高                          | 5.7m |
| 重量                          | 24.0t |
| 最高速度                      | 195.0km/h |
| 乗員人数                      | 1名 |
| 主な搭乗者                    | ア・カン ラ・ムゥ ゴトシ フリ・テン サイコ（以上無敵団） バシュザク                                                                    |
| 武装 装備                     | レーザーカッター×2 20mmガトリング砲×4 地対空2連装ミサイル（格納） 3Dレーダーアンテナ×2 AZ120mmグラインドキャノン（キャノリーユニット） |

アニメ『ゾイドジェネシス』に登場したキャノリーユニット装備のモルガ。カラーリングは頭部と腹部が暗緑色、胸部が黒色。第12話にてゼ・ルフト守備隊の機体として初登場。以降、ディガルド討伐軍に参加した傭兵隊や無敵団（メンバーごとにカラーリングを変更）の乗機として、さらにはディガルド武国軍所属機が支援砲撃を行う場面まで確認できる。

### モルガAA
| モルガAA MOLGA AA | モルガAA MOLGA AA                                                                 |
| ----------------- | --------------------------------------------------------------------------------- |
| 番号              | EMZ-15                                                                            |
| 所属              | ガイロス帝国                                                                      |
| 分類              | 昆虫型                                                                            |
| 全長              | 11.8m                                                                             |
| 全高              | 2.95m                                                                             |
| 重量              | 19.7t                                                                             |
| 最高速度          | 200km/h                                                                           |
| 乗員人数          | 1名                                                                               |
| 武装 装備         | レーザーカッター×2 20mmガトリング砲×4 3Dレーダーアンテナ×2 35mm実体弾高射機関砲×4 |

『HMM（ハイエンドマスターモデル）』で登場。ガイロス帝国軍によって多目的支援戦闘ゾイドとしての役割を与えられたモルガのバリエーションの一つ。共和国の航空ゾイドに対抗するため、35mm実体弾高射機関砲2門と追尾レーダーを備えたユニットを2基搭載した対空仕様の機体である。カラーリングはサンドブラウン。4門の機関砲による弾幕射は航空ゾイドだけでなく、地上の高速戦闘ゾイドに対しても有効であった。

### モルガキャリア
| モルガキャリア MOLGA CARRIER | モルガキャリア MOLGA CARRIER                                                                                        |
| ---------------------------- | --- |
| 番号                         | EMZ-15 |
| 所属                         | ガイロス帝国 |
| 分類                         | 昆虫型 |
| 全長                         | 11.8m |
| 全高                         | 2.95m |
| 重量                         | 19.7t |
| 最高速度                     | 200km/h |
| 乗員人数                     | 1名 |
| 武装 装備                    | レーザーカッター×2 グレネードランチャー×4 地対空2連装ミサイル（格納） 腹部コンテナユニット クレーン(トラックタイプ) |

『HMM（ハイエンドマスターモデル）』で登場。ガイロス帝国軍によって多目的支援戦闘ゾイドとしての役割を与えられたモルガのバリエーションの一つ。モルガの腹部と尾部を新規のコンテナユニットに交換した輸送用の機体。カラーリングはダークパープル。前線では地対空ミサイルを装備して戦力投入された他、さらなるバリエーションとしてクレーンを装備した補給・回収用のトラックタイプも存在する。こちらは便宜的にモルガ「トラック」と呼称される。モルガAAやキャノリーへの弾薬補給や行動不能に陥ったゾイドを部品ごと回収するなど、様々な作業に用いられた。

### ドリルモルガ
| ドリルモルガ | ドリルモルガ           |
| ------------ | ---------------------- |
| 番号         | EZ-006DM               |
| 所属         | ガイロス帝国           |
| 分類         | 昆虫型                 |
| 全長         | 13.8m                  |
| 全高         | 3.9m                   |
| 重量         | 24t                    |
| 最高速度     | 不明                   |
| 乗員人数     | 1名                    |
| 主な搭乗者   | カリュエ・シルバ(ZBCG) |

ゾイドバトルカードゲームで初出。後に『ゾイド公式ファンブック3』掲載。頭部にドリルユニット、コンテナ部にノズルを装備し、工兵部隊用のために開発されたが、突撃機としても十分な威力を持つ。ゾイドバトルカードゲームでは地中移動能力と格闘能力に主軸を置いたカードとして扱われる。

### ダークポイズン
| ダークポイズン DARK POISON | ダークポイズン DARK POISON |
| -------------------------- | -------------------------- |
| 所属                       | 帝国軍                     |
| 分類                       | 昆虫型                     |
| 全長                       | 12.4m                      |
| 全高                       | 3m                         |
| 重量                       | 20.1t                      |
| 最高速度                   | 195km                      |
| 乗員人数                   | 1名                        |

攻撃力など各種性能をアップさせたカスタム機体。ゾイドサーガシリーズ（2以降）、『サイバードライブゾイド 機獣の戦士ヒュウ』に登場。名前の通り基本色が黒のほか、正面の装甲が一体成型かつ鋭角なフォルムになり、全身にトゲがついている。

### タイモルガ
| タイモルガ | タイモルガ   |
| ---------- | ------------ |
| 所属       | ゼネバス帝国 |
| 全長       | 12m          |
| 重量       | 22t          |

学年誌『小学三年生』1985年3月号で初出。ゼネバス帝国軍・ガラモス特殊工作部隊の所属機で、ロケット砲やミサイル、電磁砲で火力を増強している。
砂漠の戦いに使用された。

### オルガ
学年誌『小学三年生』1984年11月号掲載。シャチ型の改造機。

### サンダーモルガ
| サンダーモルガ | サンダーモルガ |
| -------------- | -------------- |
| 所属           | ゼネバス帝国   |
| 分類           | 昆虫型         |
| 乗員人数       | 1名            |

学年誌『小学三年生』1985年2月号掲載。背部にヘリコプターのようにローターを付け、飛行能力を持ったモルガ。ゾイドバトルストーリー1巻ではグライマーダーとともにゴジュラス飛行タイプと戦闘を行っているのが確認できる。

### モルガ（暗黒軍仕様）
| モルガ 暗黒軍仕様 MORUGA GUYLOS SPECIFICATION | モルガ 暗黒軍仕様 MORUGA GUYLOS SPECIFICATION |
| --------------------------------------------- | --------------------------------------------- |
| 所属                                          | 暗黒軍（ガイロス帝国）                        |
| 分類                                          | 昆虫型                                        |
| 乗員人数                                      | 1名                                           |

『ゾイドリバースセンチュリー』にて登場。第一次大陸間戦争時代に暗黒軍で運用されていたモルガ。黒と緑のカラーリングとなり、装甲が強化されている。

### モルガ成虫体
ウェブコミック『ZOIDS妄想戦記』「幻惑の雪山」および、ヘビーアームズケーニッヒウルフのキットに付属したDVD『ZOIDS妄想戦記特別編』に登場。『ZOIDS妄想戦記特別編』においては、デザートライガーに搭乗しネオゼネバス帝国軍と交戦したマヤ・ベルケットの迎えに現れている。

### ソニックモルガ
| ソニックモルガ | ソニックモルガ |
| -------------- | -------------- |
| 所属           | ガイロス帝国   |
| 分類           | 昆虫型         |
| 乗員人数       | 1名            |

『月刊コロコロコミック』誌2000年6月号付録冊子にて掲載された改造モルガ。レッドのカラーが特徴で、機体両横に張り出したエネルギータンクとブースターによって機動力・航続距離が向上している。

### ロイヤル仕様
| モルガ ロイヤル仕様 | モルガ ロイヤル仕様 |
| ------------------- | ------------------- |
| 所属                | ガイロス帝国        |
| 分類                | 昆虫型              |
| 乗員人数            | 1名                 |

『ゾイド -ZOIDS-』第33話で登場。ガイロス帝国・ホマレフ宰相の邸宅の守備ゾイドで、ダークグレーと金を基調としたカラーの機体。

### モルガホロテック
『ゾイドジェネレイションズ』に登場。全身透明のモルガ。

### リルガ
『ゾイド -ZOIDS-』に登場。通常のモルガとほぼ同形だが、サイズは数十cmほどの超小型無人兵器。主に対人用に使われ、口部から粘着性の糸を吐出し標的を捕縛する他、自走式爆弾となる。

### モルガRM
ゲーム『ゾイドタクティクス』に登場。鹵獲した機体の識別コード、戦術データ、機体カラーを共和国仕様に変更した機体。装備・性能ともに帝国仕様との大差はない。

### モバイルモルガ
| モバイルモルガ MOVILE MOLGA | モバイルモルガ MOVILE MOLGA |
| --------------------------- | --------------------------- |
| 所属                        | 帝国軍                      |
| 全長                        | 12.5m                       |
| 全高                        | 4.5m                        |
| 重量                        | 23.5t                       |
| 最高速度                    | 175km/h                     |

書籍『ゾイド改造マニュアル』に掲載。輸送部隊のモルガにおいて、都市制圧後のスピード不足を解消するために作られた改造機。背部にはジェノザウラーのロングレンジパルスレーザーライフルを追加。後端部にはブースター、車輪部には大型タイヤとエンジンが取り付けられている。また、前面には衝突の危険性を想定しバンパーが設置された。
初出は『小学四年生』2001年2月号。

### モルガバリエーション
プラモデルキット『HMMシリーズ　モルガAA&モルガキャリア』取扱説明書内で言及されたモルガのバリエーション。上述するキャノリーモルガ、モルガAA、モルガキャリア、ドリルモルガ（同解説ではディガーと呼称される）を含めたいくつかの機体とともにガイロス帝国部隊「スカルフェイス」で運用されたとされる。文面での登場であり、ビジュアルは存在しない。
モルガ「リーコン」
索敵用のレーダーやジャミング用の電子装備を搭載した電子戦用モルガ。本隊より先行し複数の機体が連携して網を張ることで、高い索敵および妨害機能を発揮する。
モルガ「ガンシップ」
モルガ・コンテナの改修機。コンテナのカバーを取り外し、そこに頭部のグレネードランチャーあるいは20mmガトリングを計四門搭載し、頭部には防弾プレートが追加されている。主に対人戦で使用される。
モルガ「ランチャー」
背部のマウント部に、一度に最大八発ものロケットランチャーを発射する二連装ロケットランチャーを合計八基搭載した後方支援用のバリエーション機。
モルガ「ガンナー」
左右の背部マウント部に50mm対ゾイド用ロングライフルを搭載した狙撃用機体。さらなる精密射撃を可能にした「スナイパー」というタイプも存在し、専任ガンナーを乗せるため片方のライフルを外してそこにガンナー用コクピットを取り付けている。
モルガ「ブルガン」
モルガAAの対空砲をレッドホーン用のガトリング砲に換装した重砲撃用機体。弾丸は僚機とするモルガ・キャリアによって供給されるため行動が制限される上に発射の反動も激しいため、熟練のパイロットでないと扱いにくい。
モルガ「トレイン」
コンテナを列車状に連結し、積載量と運搬量を高めた輸送専用機。戦闘は考えられておらず、補給や長期行軍の時になどに使用されている。

## 1/1モルガ

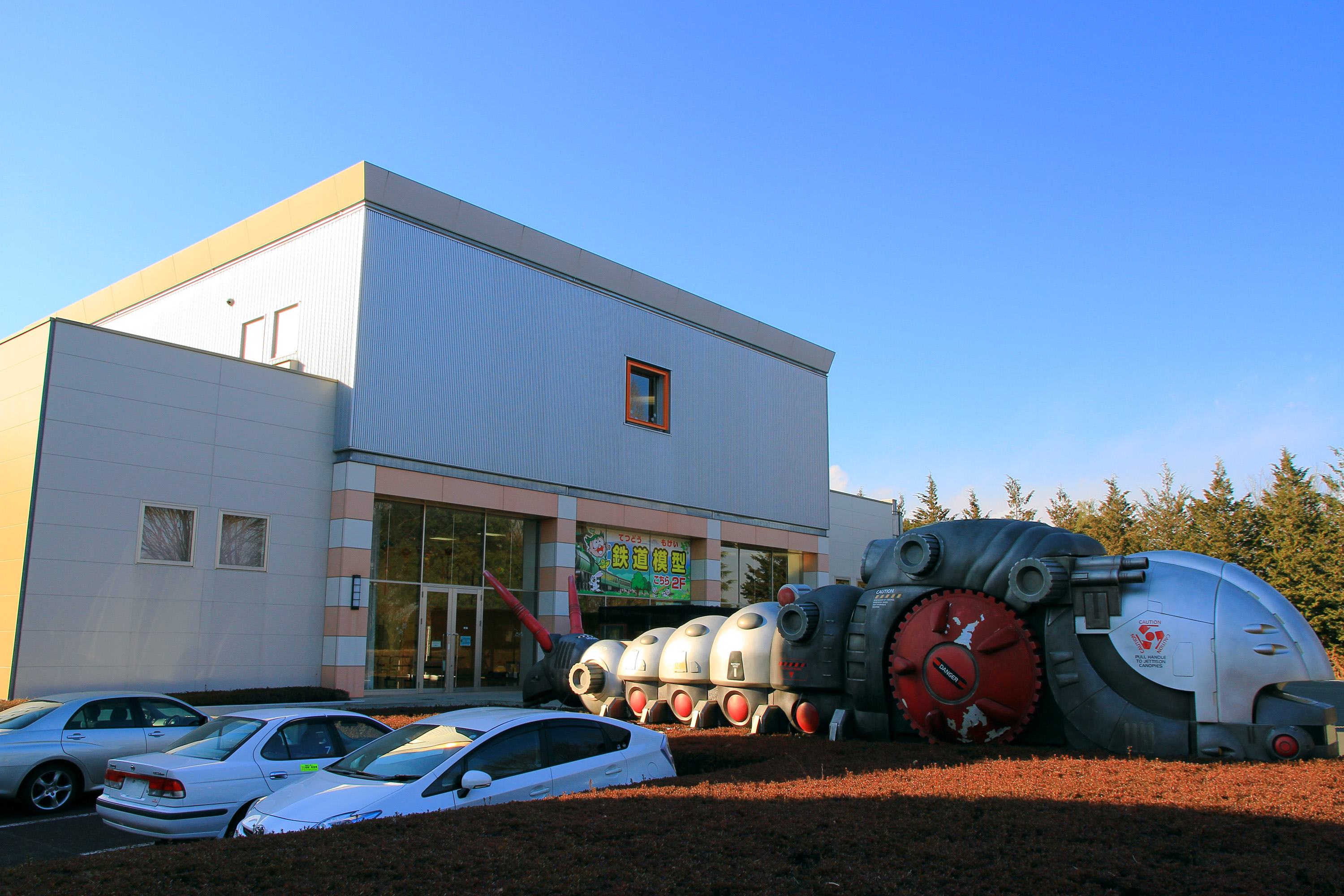
壬生町おもちゃ博物館別館前に展示されている1/1モルガ

2003年のイベント「大ゾイド博」で出展された実物大のモルガ。一種のアーケード筐体に近いものとなっており、内部にモニターと操縦桿を付けて臨場感を楽しめるように作られたもの。実物大のゾイドが製作されたのは今のところ、モルガのみ。
2005年にはトイザらスお台場店内にて展示、その後は壬生町おもちゃ博物館前にて現在も展示されている。